# Maria Geertruida Barbiers
Maria Geertruida Barbiers (Haarlem, 25 januari 1801 – aldaar, 30 januari 1879) was een Nederlandse schilderes.

## Leven en werk
Barbiers, lid van de schildersfamilie Barbiers, was een dochter van kunstschilders Pieter Barbiers (1771-1837) en Maria Geertruida Snabilie (1773-1838). Haar broer Pieter Barbiers (1798-1848) was ook schilder. In 1823 trouwde ze met schilder Pieter de Goeje (1789-1859). 
Barbiers leerde schilderen van haar ouders, die beiden schilderden. Net als haar moeder schilderde ze vooral bloemen- en vruchtenstillevens. Ze lithografeerde echter ook. Ze signeerde haar werk als 'M.G. de Goeje Barbiers'. Barbiers gaf op haar beurt les aan Elisabeth Johanna Koning, die bekend zou worden als stillevenschilderes.

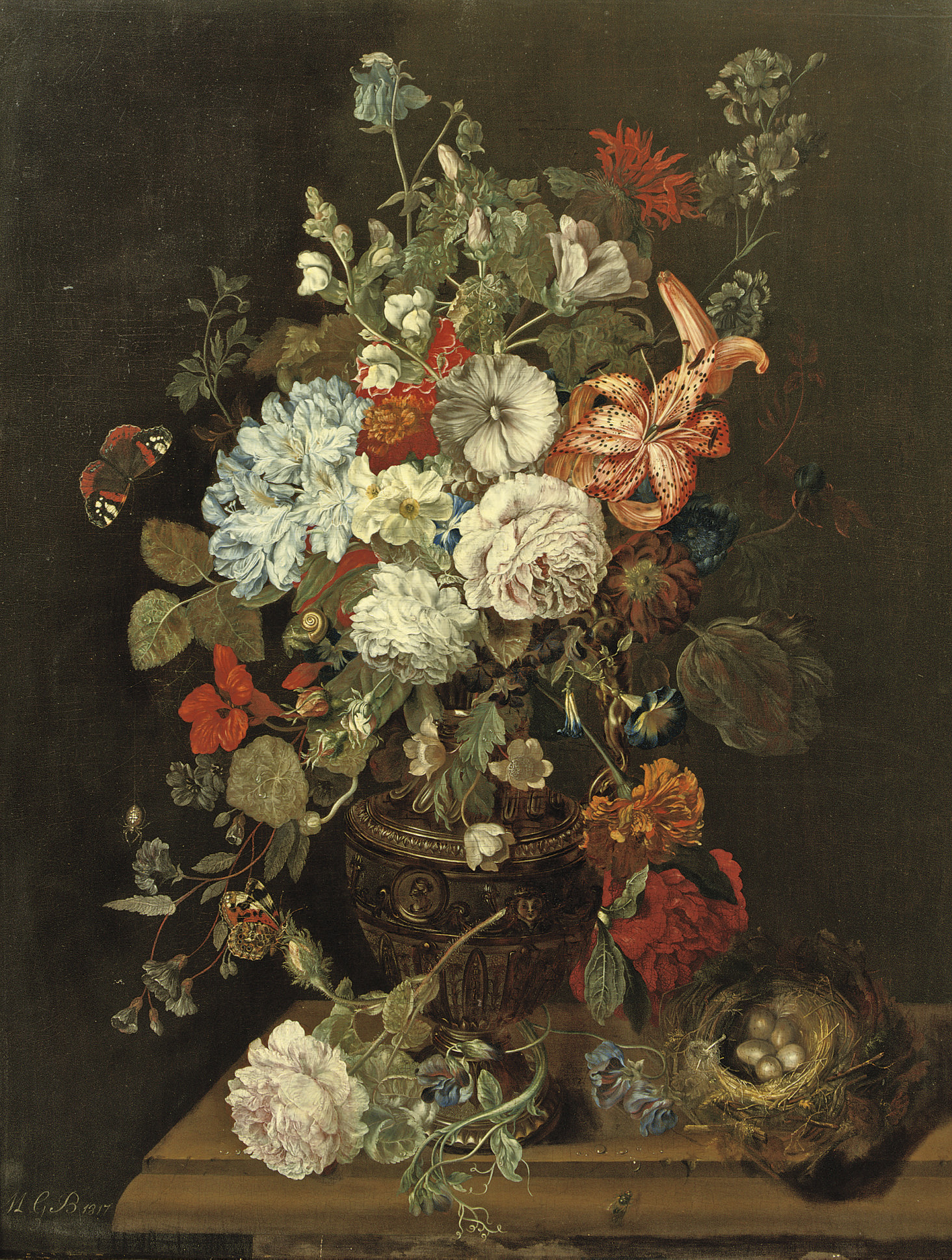
Bloemstilleven